# 1999 CK158
1999 CK158, também escrito como 1999 CK158, é um objeto transnetuniano (TNO) que está localizado no cinturão de Kuiper, uma região do Sistema Solar. Este corpo celeste é classificado como um cubewano. Ele possui uma magnitude absoluta (H) de 8,3 e, tem um diâmetro estimado com cerca de 96 km.

## Descoberta
1999 CK158 foi descoberto no dia 10 de fevereiro de 1999 pelos astrônomos D. C. Jewitt, J. X. Luu e C. A. Trujillo.

## Órbita
A órbita de 1999 CK158 tem uma excentricidade de 0.076 e possui um semieixo maior de 41.024 UA. O seu periélio leva o mesmo a uma distância de 37.908 UA em relação ao Sol e seu afélio a 44.139.